# Конкка, Юхани
Юхани (Иван Семёнович) Конкка (фин. Juhani Konkka; 4 сентября 1904, Конколово, Санкт-Петербургская губерния — 22 июня 1970, Кухмойнен, Хяме) — финский, ингерманландский писатель, переводчик, сценарист.

## Биография
Детство писателя прошло в деревне Конколово (фин. Konkkala) близ села Токсово Шлиссельбургского уезда Санкт-Петербургской губернии (ныне урочище во Всеволожском районе Ленинградской области) в зажиточной ингерманландской семье. Согласно записи в церковной книге учёта рождений и крещений, Юхани Конкка родился «в пять часов вечера» 21 августа (3 сентября) 1904 года «в деревне Киуру», частью которой была деревня Конколово, и был крещён по лютеранскому обряду 27 августа (11 сентября) 1904 года в Токсовской церкви пастором Ф. Ф. Реландером. Родовое название дома — Корвела. Отец — Симо Конкка, был старостой деревни, избирался мировым судьёй, мать — Катри Ванханен. Всего в семье было двенадцать детей, из них пятеро умерли во младенчестве.
Отец всячески поощрял чтение в своей многодетной семье, благодаря ему в доме всегда было много книг от Библии до Карла Маркса и Жан-Жака Руссо.
Юхани Конкка начал писать стихи на финском языке в возрасте 8 лет. Он окончил начальную школу в соседней деревне Коросенмяки, а затем Токсовское двуклассное училище (земская школа) и к 12 годам умел читать и писать не только по-фински, но и по-русски. Русскую грамоту он освоил по классическим русским романам и стихам А. С. Пушкина, писал стихи на русском языке.
Осенью 1917 года он поступил в один из петроградских лицеев, затем продолжил образование в Петроградском сельскохозяйственном училище, но не окончил его, так как после ареста новыми властями отца за то, что тот не донёс на своего сына от предыдущего брака, ушедшего в Финляндию и его последующего собственного побега в Финляндию, всё хозяйство и заботы о семье легли на плечи подростка Юхани Конкка, как старшего из мужчин.
Осенью 1919 года мать Юхани также была арестована и увезена в Петроград, как заложница до возвращения мужа. Той же осенью в дом Конкка на правах хозяев въехали два финских коммуниста.
Затем его отец нелегально вернулся в Советскую Россию, но вынужден был скрываться на Ржевском артиллерийском полигоне, до тех пор, пока Юхани не удалось устроить побег из заключения матери семейства. Сразу после этого семья Конкка отправилась в Финляндию по лесным тропам.
Это четырёхдневное путешествие с малыми детьми на руках, во время которого жизнь семьи подвергалась смертельной опасности, подробно описано в автобиографическом романе Юхани Конкка «Огни Петербурга».
Попав в Финляндию, пятнадцатилетний Юхани Конкка сразу же вступил добровольцем в Северо-Ингерманландский полк, которым командовал Юрьё Эльфенгрен. В связи с малым возрастом его взяли вестовым. Размещался полк в деревне Кирьясало — столице непризнанной крестьянской республики Северная Ингрия. В это время его родители с остальными детьми пытались прижиться в Финляндии в районе Рауту, где скопилось около трёх тысяч беженцев из Северной Ингерманландии.
После заключения Тартуского мира в октябре 1920 года советское правительство обещало всем ингерманландцам амнистию и право возвратиться в свои дома.
В начале июня 1921 года семья Конкка вернулась домой, но без Юхани, он принял решение остаться в Финляндии и продолжить образование. Сначала он учился в народном училище Импилахти, а затем поступил в Сортавальскую учительскую семинарию.
В начале 1922 года он участвовал в качестве добровольца в Карельском восстании и в бою под Поросозером получил тяжёлое ранение в бедро. После нескольких месяцев, проведённых в Сортавальском госпитале, его правая нога стала короче левой на несколько сантиметров и он был признан негодным для военной службы.
На Рождество 1923 года Юхани нелегально перешёл границу СССР, чтобы несколько дней побыть в кругу своей семьи. Однако к этому времени две его младшие сестры и брат стали активными комсомольцами и приняли его враждебно. Отец старался скрывать свой страх перед советской властью и боялся говорить об этом вслух.
Это был последний раз, когда Юхани видел родной дом и своих родителей. В 1931 году отца и мать с детьми, Урхо и Унелмой, выслали в Сибирь. Старый дом семьи Конкка продали на дрова, а новый перевезли в Токсово и приспособили под типографию. Старшие дети Ээро и Хилма стали членами коммунистической партии. После двух лет ссылки матери с детьми разрешили вернуться из Сибири, но ехать пришлось не домой, а в Карелию в Ругозеро. Отца же, напротив, из Западной Сибири сослали ещё дальше, в северо-восточную Якутию, в район Верхоянска, где он и умер в 1933 году.
На обратном пути из СССР в Финляндию финские пограничники задержали его по подозрению в том, что он является красным шпионом. В 1924 году Юхани был освобождён, переехал в Хельсинки и поступил учиться в Высшую журналистскую общественную школу (фин. Sanomalehtitutkinto Yhteiskunnallinen korkeakoulu). Учёбу в институте Юхани оплачивал, работая летом батраком, сплавщиком и лесорубом.
В 1927 году он окончил институт и получил диплом журналиста.
В 1929 году вышел в свет его первый роман «Мы, герои» («Me sankarit») под псевдонимом Урхо Торикка. В этом романе он сатирически описал события гражданской войны в Карелии и своё участие в них, получив от критиков эпитет «финский Ремарк».
В 1943 году вышел автобиографический роман «Лето бродяги» (1943), который стал финским бестселлером и выдержал ряд переизданий. В серию автобиографических романов этого времени вошли также «Оковы бродяги» (1945), «Школы бродяги» (1946) и «Скитания бродяги» (1947).
Юхани Конкка весьма критично относился к своему творчеству, в 1947 году он писал:

35 лет своей жизни я работал над своим стилем и лишь затем попытался наполнить его содержанием. В то время, пока у меня его ещё не было, я высокомерно считал себя писателем. Позднее, когда мне уже было что сказать, и научившись писать немного лучше, я стал презирать своё звание писателя, и сейчас считаю, что настоящие писатели, те, которых стоит читать, жили в прошлые века; в нашем я таких не нахожу.

В 1958 году в составе делегации финских писателей Юхани Конкка посетил Москву, Самарканд и Ленинград. Будучи в Ленинграде он приезжал в Токсово в надежде посетить место, где стояла его родная деревня, но на полигон его не пустили. В том же году вышел его самый известный, автобиографический роман «Огни Петербурга» («Pietarin valot»), о его детстве и юности в революционной России.
Помимо писательского труда, Юхани Конкка работал редактором издательства WSOY в 1937—1944 и 1950—1955 годах. С 1949 по 1958 год он состоял в правлении Финского союза писателей.
Юхани Конкка — автор нескольких сценариев к художественным фильмам.
Юхани Конкка много занимался переводами русской классики, в том числе Н. В. Гоголя, Ф. М. Достоевского, Л. Н. Толстого, А. П. Чехова, М. Горького, Б. Л. Пастернака, М. А. Шолохова и других. Всего на финский язык он перевёл более сотни книг русских писателей, за что в 1967 году получил в СССР премию для переводчиков.
Получив премию, Юхани поехал в Петрозаводск к своей родне, которую не видел более сорока лет, и раздал деньги родным. «Карельские писатели считали его предателем и белофинном», поэтому встречаться с ним отказались.
Умер Юхани Конкка 22 июня 1970 года на своей даче в местечке Кухмойнен (фин. Kuhmoinen) в Центральной Финляндии.
Романы Юхани Конкка, изданные на русском языке: «Огни Петербурга» (2014), «Мы, герои» (2015).

## Семья
Отец — Семён (Симо) Михайлович Конкка, мать — Екатерина (Катри) Яковлевна Конкка (ур. Ванханен).
Братья и сёстры: Хилма, Ээро, Урхо, Микко, Сайми, Лююли, Унелма.
Младшая сестра Юхани — Унелма Конкка (1921—2011) — кандидат филологических наук, старший научный сотрудник ИЯЛИ КарНЦ РАН, советская, российская поэтесса, прозаик, член Союза писателей СССР. Младший брат Урхо в мае 1942 года в составе диверсионной группы Красной армии был заброшен в Лапландию. Погиб в бою.
Первая жена (1928—1939) — библиотекарь Айли Конкка (ур. Aili Soini). Вторая жена (1940—1960) — финская художница Анья Конкка (ур. Anja Tellervo Koistinen). Третья жена (1960—1970) — сценарист Маргарета Конкка (ур. Margareta Linnea Granlund).
У Юхани Конкка было пятеро детей: Юрьё, Ритва; Анита, Урхо и Хейкки, старший ребёнок родился в 1928-м, младший — в 1950 году. Дочь Анита Конкка тоже стала писательницей. Она — автор одиннадцати романов и лауреат Государственной премии Финляндии.

## Фото

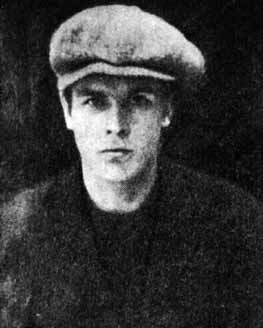
Юхани Конкка. 1924 год
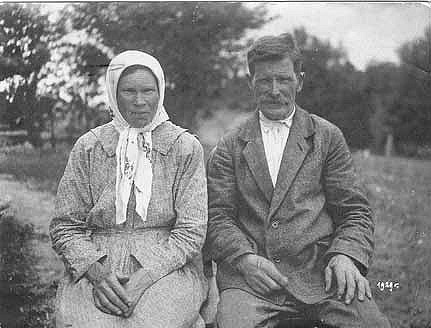
Родители писателя. Деревня Конколово. 1929 год
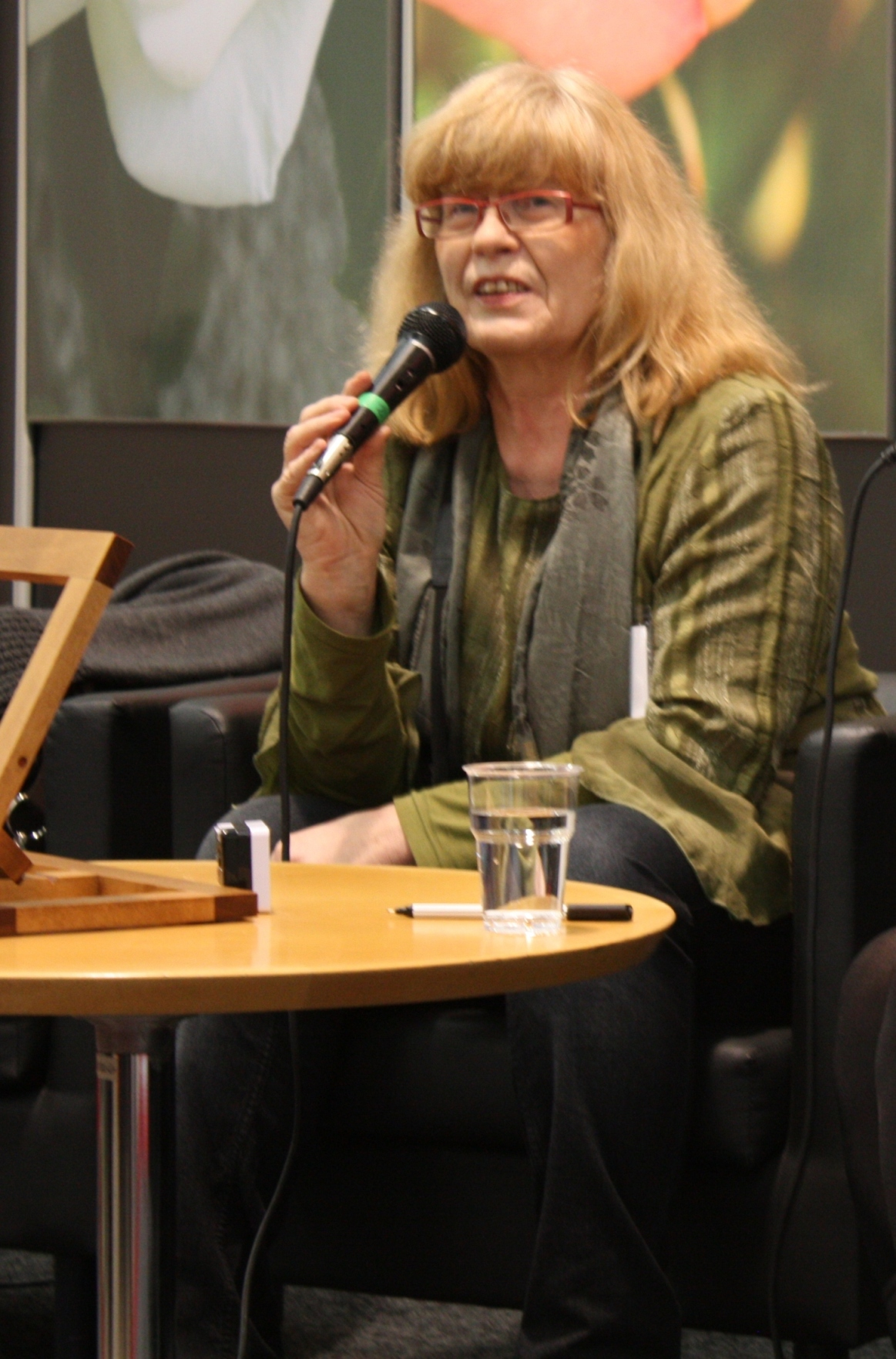
Анита Конкка. 2009 год
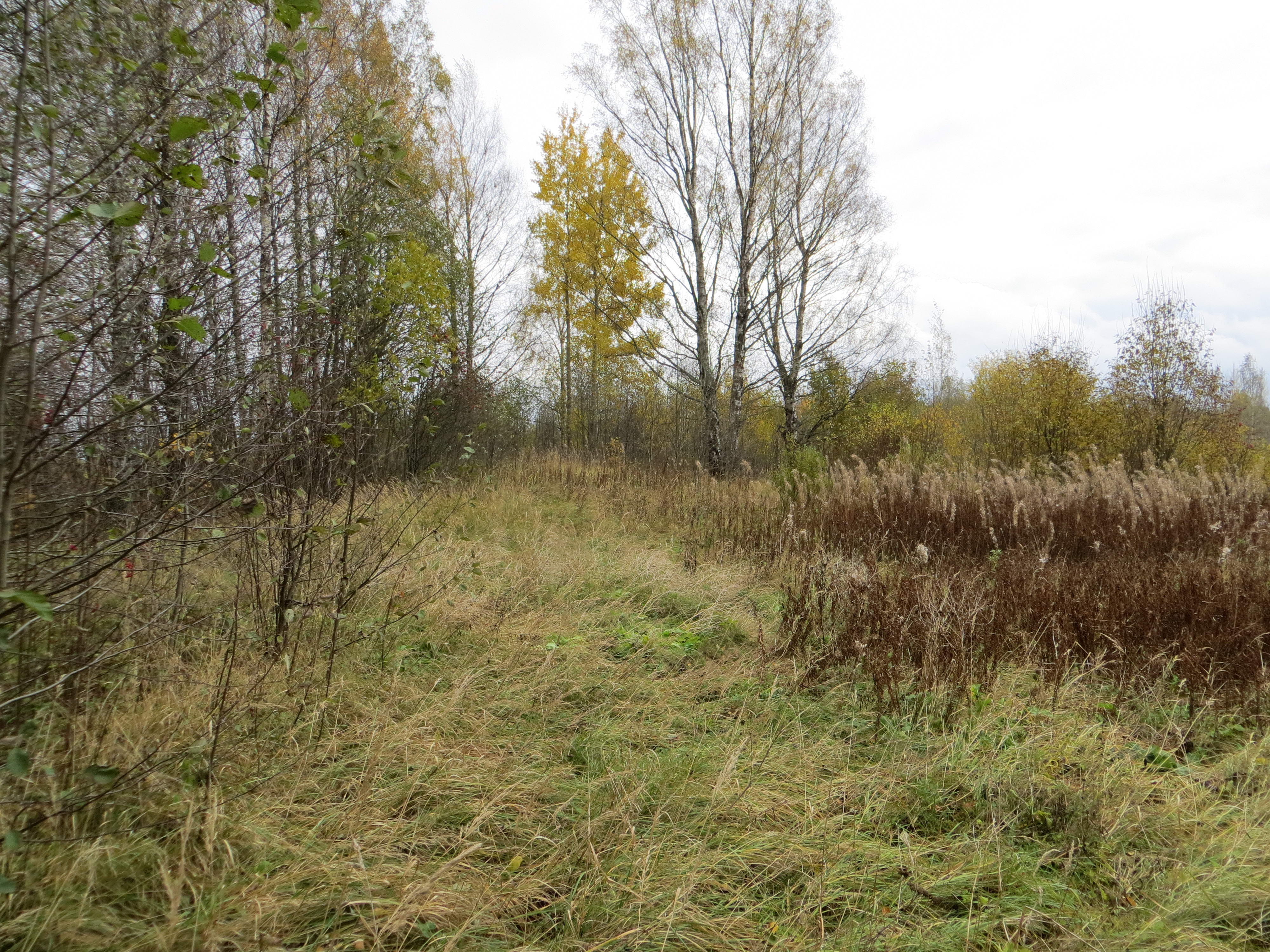
Урочище Конколово. 2014 год

## Премии
- Премия имени Микаэля Агриколы (1961)
- Премия финляндского писательского союза (1962)